# Johann Georg Pforr
Johann Georg Pforr, född den 14 januari 1745, död den 9 juni 1798, var en tysk målare.
Pforr som studerade i Kassel och därefter bosatte sig i Frankfurt a. M., kallades Tysklands Wouvermann. Han målade hästar, livfullt och säkert. Städels institut i Frankfurt äger Ett jaktparti med mera.  Pforr finns representerad vid bland annat Nationalmuseum i Stockholm.